# Тиждень моди

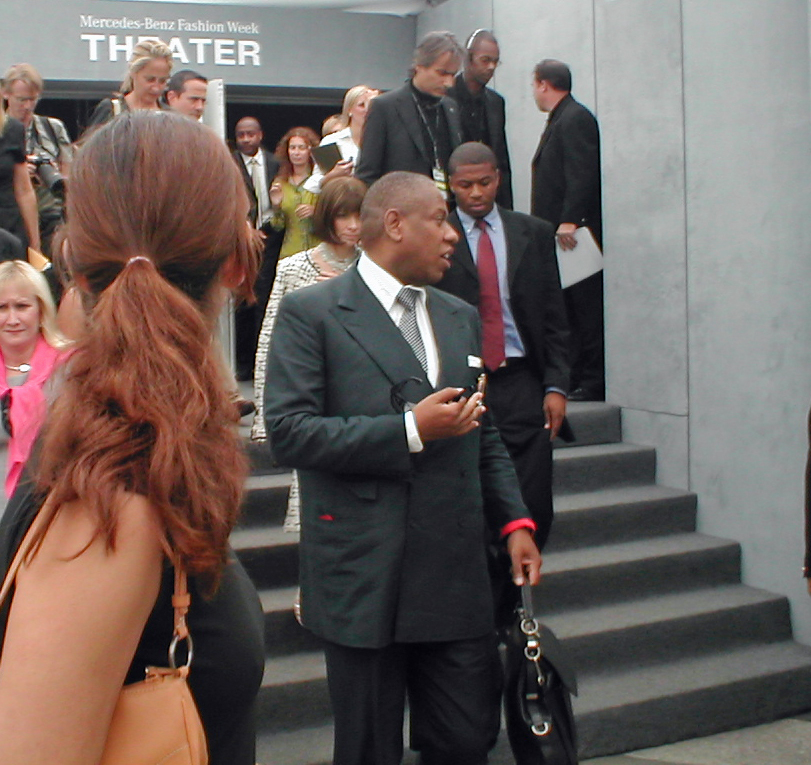
Редактори Вог Анна Вінтор і Андре Леон Таллі на тижні моди в Нью-Йорку

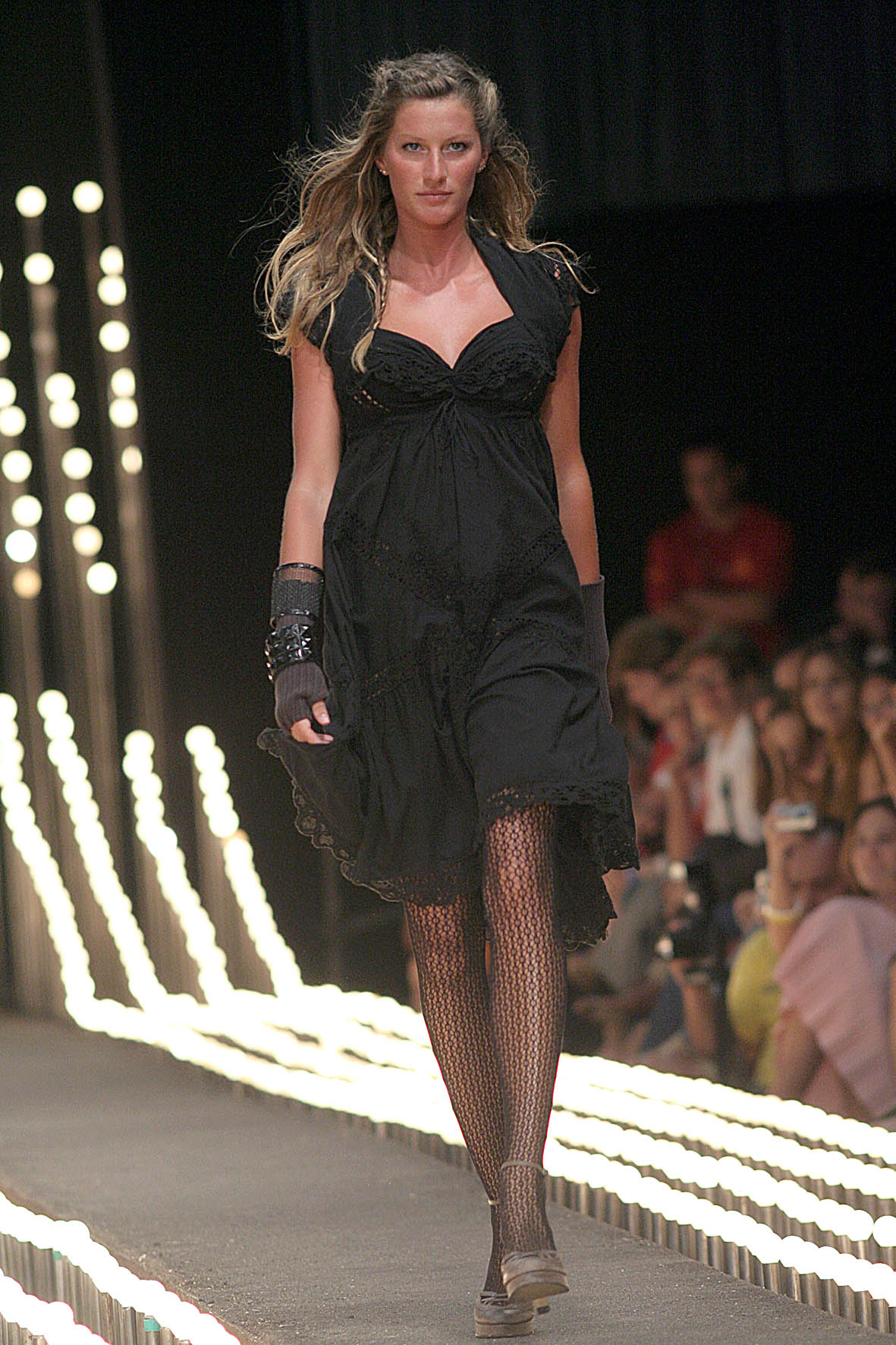
Бразильська супермодель Жізель Бюндхен на тижні моди в Ріо, зима 2007

Тиждень моди — подія в індустрії моди, що триває близько тижня, призначена для того, щоб дизайнери або «будинки» моди мали можливість продемонструвати свої колекції, а глядачам дати можливість оцінити тенденції у світі моди, перш за все, можливість побачити, що в моді у даному сезоні. Найвідоміші тижні моди проводяться в традиційних «столицях моди», Мілані, Парижі, Лондоні та Нью-Йорку, з недавнього часу до них приєдналися багато інших.

## Міста з тижнями моди
| Місто     | Назва                    | Рік заснування |
| --------- | ------------------------ | -------------- |
| Одеса     | Одеський Тиждень Моди    | 2015           |
| Київ      | Український Тиждень Моди | 1997           |
| Сан-Паулу | Тиждень моди Сан-Паулу   | 1995           |